# Gillis Andersson
Gillis Allan Andersson (ur. 4 lipca 1912 w Borås, zm. 13 lipca 1988 tamże) – piłkarz szwedzki grający na pozycji pomocnika. W swojej karierze rozegrał 1 mecz w reprezentacji Szwecji.

## Kariera klubowa
Swoją karierę piłkarską Andersson spędził w klubie IF Elfsborg z miasta Borås. Zadebiutował w nim w 1933 roku i grał w nim do 1943 roku. W latach 1936, 1939 i 1940 wywalczył z Elfsborgiem trzy tytuły mistrza Szwecji.

## Kariera reprezentacyjna
W reprezentacji Szwecji Andersson zadebiutował 15 czerwca 1938 w wygranym 2:1 towarzyskim meczu z Finlandią, rozegranym w Solnie. Był to jego jedyny mecz w kadrze narodowej. Wcześniej, w 1936 roku, był w kadrze Szwecji na igrzyska olimpijskie w Berlinie.